# Treibhäuser der Zukunft
Treibhäuser der Zukunft (Alternativtitel: Treibhäuser der Zukunft – Wie in Deutschland Schulen gelingen) ist ein Dokumentarfilm des Journalisten Reinhard Kahl aus dem Jahr 2004. Er zeigt Beispiele von Schulen, die mit alternativen Ansätzen herausragende Bildungserfolge erreichten.
Der mehrfach im Fernsehen ausgestrahlte Film wurde in verschiedenen VHS- und DVD-Fassungen verbreitet und ist inzwischen im Internet verfügbar.

## Handlung
Ausgehend von den Grundprinzipien der deutschen Schule zeigt der zweistündige Film Beispiele von deutschen Schulen, die mit anderen Wegen Schüler motivieren und gleichzeitig in Vergleichstests Leistungen über dem Erwartungswert zeigen. Gezeigt werden unter anderem die Bodensee-Schule St. Martin in Friedrichshafen, die Jenaplan-Schule Jena, das Gymnasium Klosterschule in Hamburg.

## Geschichte
Der Film geht auf die Initiative von Hans Konrad Koch, einem Abteilungsleiter im Bundesbildungsministerium, zurück. Im Bestreben, mehr Ganztagesschulen einzuführen, sollte ein Film zeigen, dass Schulen Lebensorte sein können. Mit Unterstützung des Ministeriums konnte die Grundidee des Mitte der 1990er Jahre von Reinhard Kahl gegründeten Archivs der Zukunft realisiert werden.
Bis Anfang 2011 wurden mehr als 60.000 Exemplare verkauft.
Unter dem Titel Incubators of the future (englisch) bzw. Les serres de l’avenir (französisch) erschien eine internationale Ausgabe des Films.